# Lac Matawin
Pour les articles homonymes, voir Matawin.
Le lac Matawin est situé dans le territoire non organisé du Lac-Matawin, dans la Réserve faunique Rouge-Matawin, dans la MRC Matawinie, dans la région administrative de Lanaudière, au Québec, au Canada. Situé en milieu forestier, l'économie de cette zone est axée sur la foresterie et sa vocation récréotouristique.

## Géographie
Le lac Matawin est situé à l'extrême est de la réserve faunique Rouge-Matawin. Il est tout près de la limite ouest de la Zec Collin. La localisation du lac est au sud des Lacs Pierron, Antique et Gate ; à l'ouest des lacs Charland, Bastilard et Tanneguy ; à l'est des lacs Bambi et Lévis ; au nord du lac Bonnefons ; et à 10,5 km à l'est du lac Laverdière.
Le lac Matawin a une longueur de 3,3 km dans le sens nord-ouest à sud-est, et une largeur maximale de 1,4 km dans la partie est du lac. Le lac comporte deux petites îles. L'embouchure du lac est située au milieu de la rive sud-ouest ; les eaux se dirigent alors vers le sud par la rivière Matawin Ouest. Cette rivière descend vers le sud sur 7,5 km pour traverser le lac du Petit Chaland. Cette rivière continue de couler vers le sud, puis bifurque vers l'est pour traverser vers la fin de son parcours le village de Saint-Michel-des-Saints, où la rivière se déverse au sud de la partie ouest du Réservoir Taureau.
La distance entre l'embouchure du lac Matawin et l'embouchure de la rivière au Réservoir Taureau est de 31,4 km (en ligne directe).
La route forestière no. 576 longe la rivière Matawin Ouest, entre le lac Matawin et le lac Secias.

## Toponymie
Le lac Matawin tire sa désignation de la rivière du même nom. Le toponyme "Lac Matawin" a été inscrit le 5 décembre 1968 à la Banque des noms de lieux de la Commission de toponymie du Québec.